# Степаненко Петро Володимирович
Петро́ Володи́мирович Степане́нко (1978—2023) — молодший сержант Збройних сил України, учасник російсько-української війни, що відзначився під час російського вторгнення в Україну. Герой України (2025, посмертно).

## Життєпис
Народився 12 липня 1978 року в с. Озірна Звенигородського району Черкаської області. Після закінчення місцевої школи навчався в Тальянківському агротехнічному коледжі Уманського національного університету садівництва. Згодом працював на будівництві в Києві.
З початком російського вторгнення в Україну став на захист країни. Пройшовши відповідне навчання, служив бойовим медиком роти вогневої підтримки 159-го батальйону 118-ї бригади ТРО. З квітня 2023 року виконував бойові завдання в Бахмутському районі Донецької області.
Загинув 8 липня 2023 року поблизу с. Кліщіївка Бахмутського району, рятуючи побратима від смерті.

## Нагороди
- Звання Герой України з удостоєнням ордена «Золота Зірка» (21 лютого 2025, посмертно) — за особисту мужність і героїзм, виявлені у захисті державного суверенітету та територіальної цілісності України, самовіддане служіння Українському народові[3];
- орден «За мужність» III ступеня (25 вересня 2023, посмертно) — за особисту мужність, виявлену у захисті державного суверенітету та територіальної цілісності України, самовіддане виконання військового обов’язку.[4]